# Поштовий музей

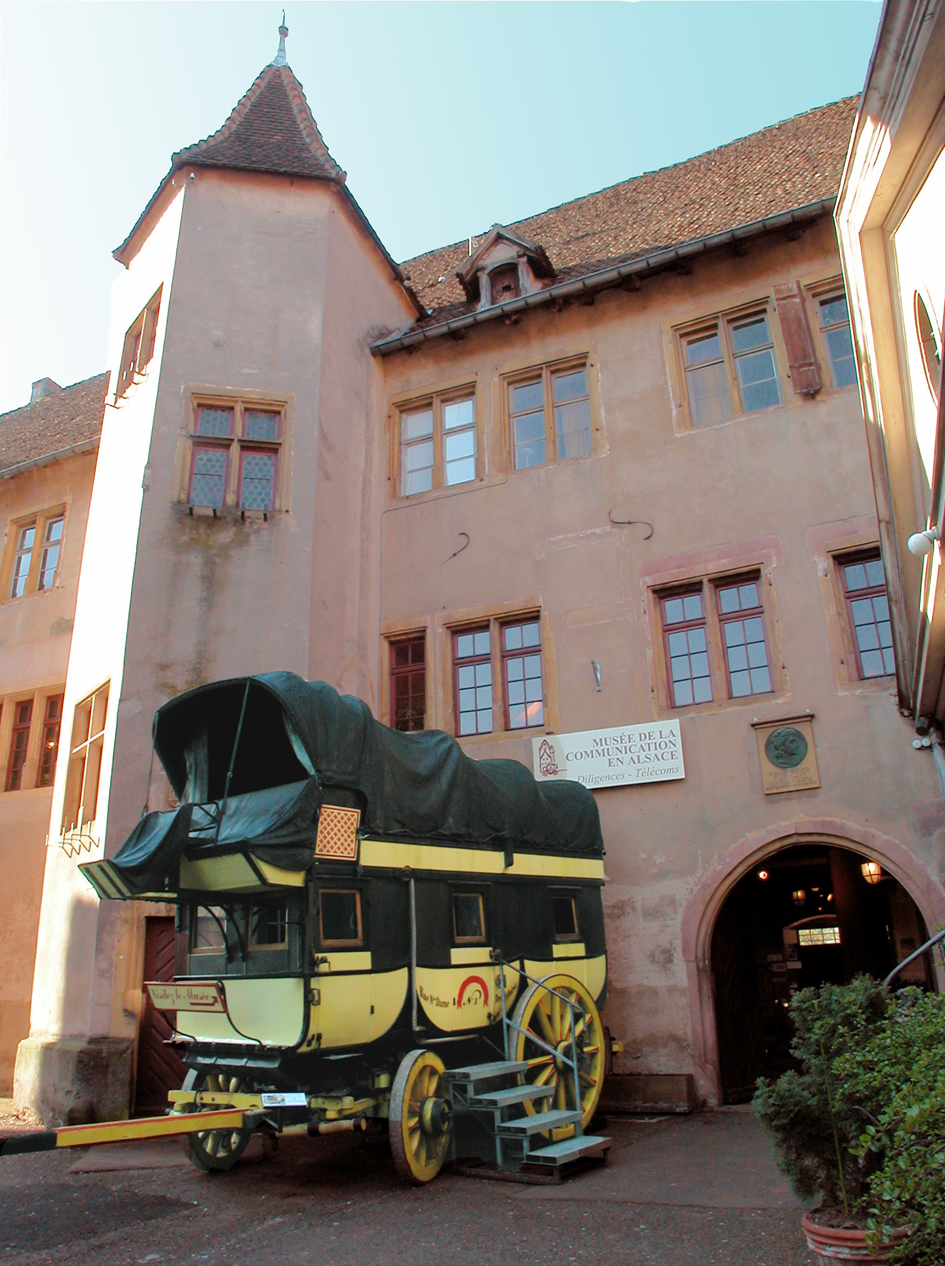
Фасад Музею зв'язку в Ельзасі (Ріквір, Франція)

Поштовий музей — музей, як правило, державний, який займається збиранням, вивченням, зберіганням і  експонуванням предметів і документів, що мають відношення до  історії розвитку  поштового  зв'язку і телеграфної справи, поштових споруд, поштової техніки та обладнання і діяльності  пошти. Нерідко подібні музеї називаються музеями зв'язку, оскільки в їх  експозиціях, крім  історії пошти, висвітлені інші види  телекомунікацій.

## Опис
Зазвичай в центральному поштовому музеї держави здійснюється зберігання державної колекції  знаків поштової оплати. Крім власних постійних експозицій поштові музеї періодично беруть участь в  філателістичних виставках, експонуючи фрагменти своїх колекцій.
Як приклади великих поштових музеїв можна назвати музейні установи, які знаходяться у таких містах світу:

## Африка

### Єгипет
- The Post Museum, Каїр

### Ефіопія
- Ethiopia National Postal Museum, Аддис Абеба

### Кенія
- German Postal Museum, Ламу

### Маврикій
- National Postal Museum

### Марокко
- Morocco Postal Museum

### Південна Африка
- South African Post Office Museum

## Америки

### Канада
- Canadian Postal Museum

### Куба
- Cuban Postal Museum

### Гватемала
- Guatemalan Postal & Philatelic Museum

### Сполучені Штати Америки
- Смітосонівський Національний поштовий музей США
- US Postal Museum, Marshall, Michigan-- second largest postal museum in U.S.[3]
- The Delphos Museum of Postal History, originally at 127 N Main St, Delphos, Ohio
- Florida Postal Museum

## Азія

### Китай
- China National Postal and Stamp Museum
- Shanghai Postal Museum

### Індонезія
- Indonesian Stamp Museum

### Японія
- Japan Postal Museum

### Сінгапур
- Singapore Philatelic Museum

### Південна Корея
- Postal Museum of Korea, Cheonan, Chungcheongnam-do
- Postal Memorial, Jongno-gu, Seoul

### Шрі Ланка
- Національний поштовий музей, Коломбо

### Пакистан
- Siddiqui Philatelic Museum, 22-J-Z Madina Town, Faisalabad[джерело?]

### Тайвань
- Postal Museum

## Європа

### Кіпр
- The Philatelic Centre and Postal Museum[4]

### Чехія
- Поштовий музей (Прага) (Czech Post Museum)[5]

### Данія
- Danish Post & Tele Museum, Copenhagen[6]
- Post and Telegraph History Museum, Århus[7]

### Фінляндія
- Postimuseo Гельсінки

### Франція
- Musée de La Poste

### Німеччина
- German Museums with English Websites

### Греція
- Athens Postal & Philatelic Museum

### Ірландія
- An Post Museum

### Італія
- Museo storico della comunicazione, Рим
- Museo postale e telegrafico della Mitteleuropa, Трієст
- Museo dei Tasso e della storia postale, Камерата-Корнелло (Бергамо)
- Museo internazionale dell'immagine postale, Бельведере-Остренсе (Анкона)

### Росія
- Russian A.S. Popov Central Museum of Communications

### Швеція
- Postmuseum Стокгольм

### Велика Британія
- Bath Postal Museum
- The British Postal Museum & Archive
- Colne Valley Postal Museum[8]
- Isle of Wight Postal Museum[9]
- Oakham Treasures, Gordano, Avon[10] housing the former collection held at Inkpen Postal Museum

## Середній Схід

### Єгипет
- Egypt Post Museum

### Ізраїль
- Alexander Museum of Postal History & Philately

### Об'єднані Арабські Емірати
- Emirates Postal Museum

### Саудівська Аравія
- The Postal Museum, Riyadh[11]

## Історія
З  1870-х років в ряді країн стали виникати національні поштові музеї, в яких збиралися і зберігалися державні колекції знаків поштової оплати.
Перший поштовий музей з'явився в 1872 р. в  Німеччини, в Берліні. З 1886 р. існує найбільша в світі колекція і виставка  поштових марок та інших знаків поштової оплати. Слідом за Берлінським музеєм аналогічні музеї були організовані у  Франції і  Болгарії.
В  Російській імперії перший музей зв'язку — Телеграфний музей в Санкт-Петербурзі — був заснований також в 1872 році. В 1884 р. тут було створено поштове відділення Поштово-телеграфного музею.

## Ресурси Інтернету
- Поштові музеї — погляд з минулого в майбутнє. Поштові музеї. Компанія. Почта России. Архів оригіналу за 24 квітня 2012. Процитовано 8 жовтня 2010.
- Засоби зв’язку. Музеї Росії по типах. Музеї Росії. Електронне видання «Культурна Спадщина»; Російська мережа культурної спадщини. Архів оригіналу за 24 квітня 2012. Процитовано 5 травня 2010.
- Philatelic and History Museums. Links. Research Resources (англ.). National Postal Museum; Smithsonian Institution. Архів оригіналу за 24 квітня 2012. Процитовано 5 травня 2010.